# Aquarius (laboratórium)

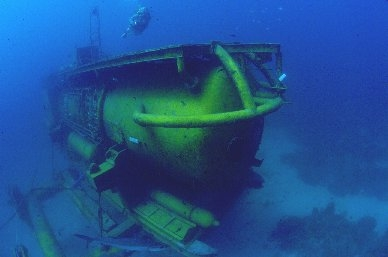

Az Aquarius egy vízalatti építmény nem messze Florida partjaitól. Jelenleg ez az egyetlen vízalatti laboratórium amelyben folynak kutatások. Az Aquarius a Nemzeti Óceán- és Légkörkutatási Hivatal (NOAA) tulajdona, és a NURC felügyelete alatt áll.

## Története, feladata
Az Aquariust a texasi Victoriában építették 1986-ban. Az első vízalatti kísérletek az Amerikai Egyesült Államokhoz tartozó Virgin-szigeteken folytak. Az 1988-as Hugo hurrikán után a NURC-ba vitték javításra a szerkezetet. A különböző javítások és technológiai fejlesztések után 1992-ben került a mai helyére Florida délnyugati partjaihoz. A laboratórium jelenleg 20 méter mélyen található, egy korallzátonyon, így az építmény az ilyen veszélyeztetett élőhelyek kutatására is felhasználható.
A laboratóriumban sokszor tartózkodnak tengerbiológusok, akik a korallzátony élővilágát tanulmányozzák. Az Aquariusban megtalálhatók a legfontosabb laboratóriumi kellékek, így egy-egy minta vizsgálatához nem kell visszatérniük a tudósoknak a felszínre, csak a kutatóállomásra.
Az építményben négy kutató és két technikus tartózkodhat egyszerre 10 napon keresztül. Az Aquariuson lakó tudósokat sokszor „Aquanautáknak” is hívják. Az építményből végzett merülések akár kilenc órán keresztül is tarthatnak (a felszínközeliek max. 1-2 óráig). A világon máshol ilyen időtartamok csak nehezen érhetők el.

## Részei
Az Aquarius három részből áll. A vízbejutást segíti az úgynevezett „vizes csarnok”, amely egy medencével (moon pool) van felszerelve. A nyomás ebben a kamrában megegyezik a víz nyomásával, ami körülbelül 2,6 atmoszférát jelent. Ebből a csarnokból lehet a medencén keresztül közvetlenül a tengervízbe jutni az állomás belsejéből.
A második helyiség a központi rész. Elég erős ahhoz, hogy 1 atmoszférás benti légnyomással kint tartsa a tengervizet.
A legkisebb rész, a beléptető a két helyiség között helyezkedik el és feladata a két szoba közötti nyomáskülönbség kiegyenlítése.
Az állomás különlegessége, hogy a személyzetnek nincs szüksége a felszínre jutáshoz dekompressziós kamrára. A központi helyiségben a nyomás 17 órával a felszínre indulás előtt elkezd csökkenni, ezáltal a lent dolgozók nem kapnak keszonbetegséget.

## Kutatások ma
Sok kutatást az Aquariuson leállítottak a hurrikánok miatt.
2001 óta az Aquarius a NASA NEEMO programjának része. A kutatás lényege hogy megismerjük az ilyen környezet emberekre gyakorolt hatását. Ugyanúgy mint a világűr, a vízalatti világ is gonosz, idegen környezet számunkra. Az Aquarius megfelelő hely az ilyen kutatások elvégzéséhez.